# 聖嘉祿學校

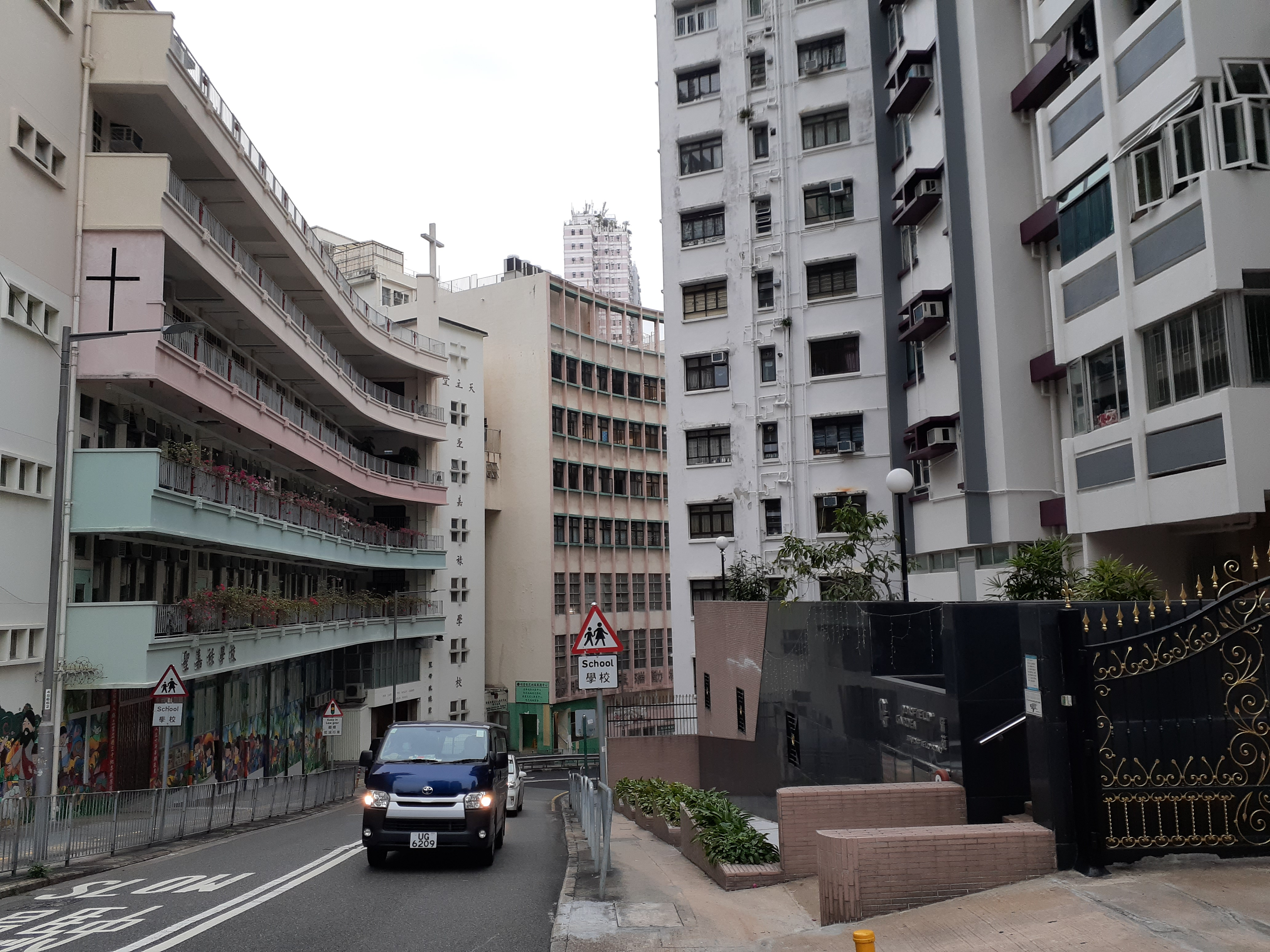

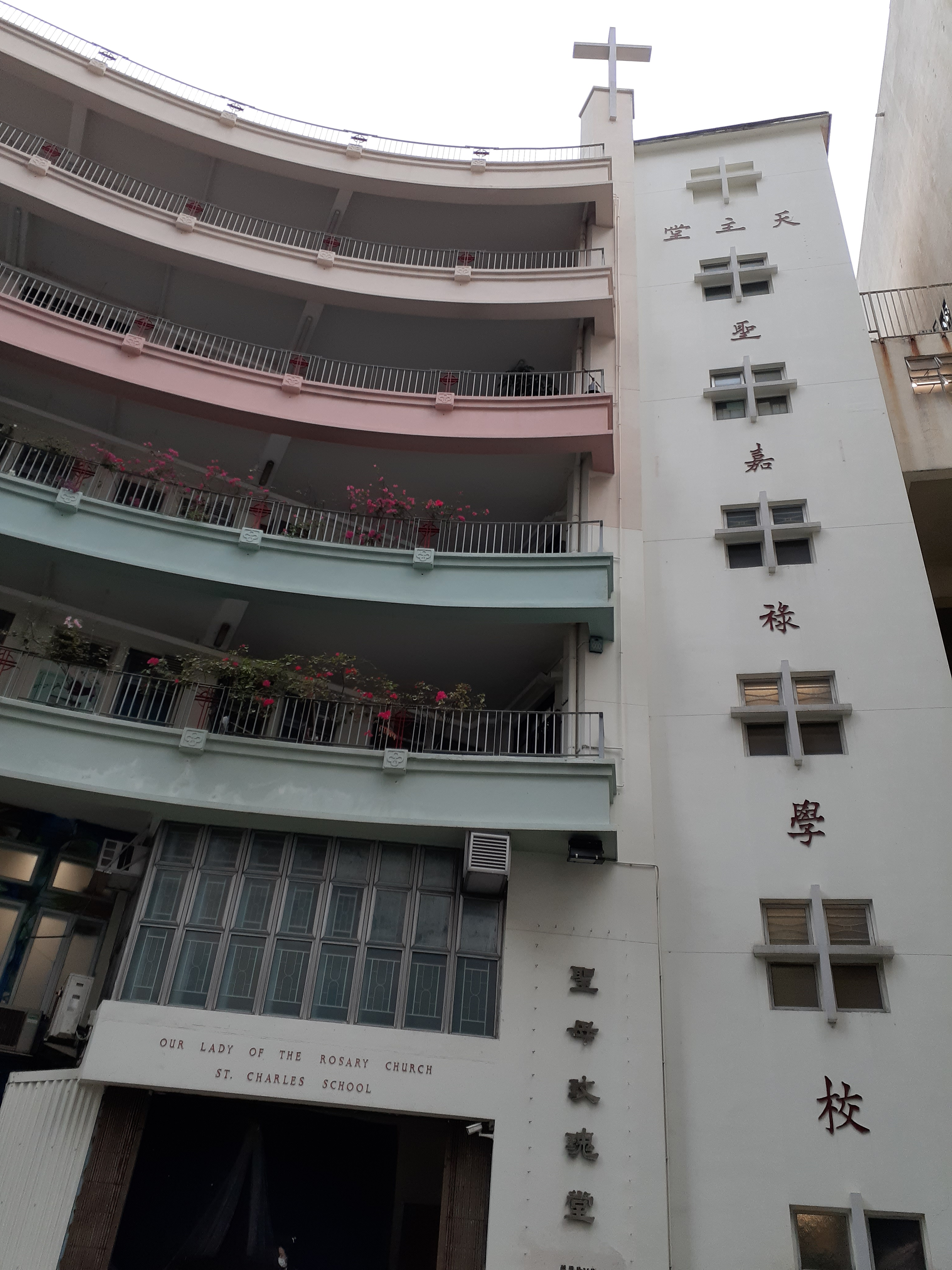

22°16′50″N 114°07′48″E / 22.28053°N 114.13°E
聖嘉祿學校（英語：Saint Charles School，簡稱：聖嘉祿，縮寫：SCS），於1954年創校，是香港歷史悠久的天主教小學 ，為天主教香港教區創立的學校，校舍位於堅尼地城蒲飛路，附設聖母玫瑰堂，是一所兼收男女生的全日制資助學校。

## 校政管理
歷任校監
- 戴天恩 神父[4]
- 盧燕流 先生[5]
- 閻德龍 神父[6]
- 孫英峰 神父[7]
- 林銘 神父
- 陳傑楹 女士

歷任校長
- 戴天恩 神父[8]
- 袁錦銓 先生[5]
- 凌雪貞 女士[7]
- 周德輝 先生[9]
- 黎秀芳 女士[10]
- ？至2022年：張樂霈 女士
- 2022年至今：李永佳 先生

歷任副校長
- 李慧芬 女士

## 學校歷史
1952年，法國巴黎外方傳教會戴天恩神父由廣西南寧轉到香港傳教。當他踏足西環時，決志在這裡創立一間教堂，開展傳教的工作。1954年，鑑於同區小學未能應付摩星嶺徙置區一帶學童的入學需求，他於是創辦了聖嘉祿學校，讓這區的兒童有受教育的機會。初期，戴神父在吉直街租賃4座新建洋房作為校舍，直至1960年，當聖母玫瑰堂建堂時，學校亦一同遷入蒲飛路現址。校舍於同年12月18日啟用，並由時任天主教香港教區副主教石抱璞主持開幕禮。該校於1967年獲政府資助轉為津貼小學，2005年度9月轉為全日制小學。

由於適齡學童人數下降，聖嘉祿學校於2023-2024年「獲派0班」。
學校受教育局獲准於2024-2025學年重新招收小一。

## 著名/傑出校友
- 雷雄德，MH（1972年小六上午校）：運動科學學者及高級講師[19]。
- 吳友強（1973年小六）：前香港道教聯合會青松中學校長[20]
- 羅永强（1974年小六）：新加坡南洋理工大學土木與環境工程學院副院長[20]
- 麥兆輝（1977年小六）：香港電影導演及編劇
- 孫耀威（1984年小六）：香港男歌手
- 陳英發（1985年小六）：香港油畫及壁畫藝術家[10]
- 李偉堂（1987年小六）：香港心理學家及臨床心理治療師
- 鍾沛然（1989年小六）：東區醫院精神科副顧問醫生、香港大學李嘉誠醫學院精神科學系名譽臨床助理教授[20]
- 沈立平（1990年小六）：炮台山循道衛理中學校長[20]
- 馮耀文（1990年小六）：香港兒童教育學家[20]
- 黎廣業（1995年小六）：中國香港新興運動協會會長、九龍城區分區委員會委員[20]
- 潘靜文（2010年小六）：香港女歌手、演員及主持[21]
- 鍾堯基：將軍澳香島中學校長[20]

## 外部連結
- 學校官網（页面存档备份，存于）
- 學校臉書
- 學校instagram （页面存档备份，存于）